# Litòtrof
Els litòtrofs són un grup divers d'organismes que fan servir substrat inorgànic (normalment d'origen mineral) per obtenir equivalents reductors per al seu ús en la biosíntesi (per exemple, en la fixació de diòxid de carboni) o conservació de l'energia (és a dir, la producció d'ATP) a través de la respiració aeròbica o anaeròbica. Tots els quimiolitòtrofs coneguts són exclusivament microbis. Cap macrofauna coneguda posseeix la capacitat d'utilitzar compostos inorgànics com a fonts d'energia. La macrofauna i els litòtrofs poden formar relacions simbiòtiques, en aquest cas els litòtrofs s'anomenen "simbionts procariòtics". Un exemple d'això són els bacteris quimiolitotròfics en cucs tubulars gegants o plastidis, que són orgànuls dins de les cèl·lules vegetals que poden haver evolucionat a partir d'organismes cianobacteris com els bacteris fotolitotròfics. Els litòtrofs pertanyen als dominis Eubacteria o Archaea. El terme litòtrof deriva del grec 'lithos' (roca) i 'troph' (aliment), i vol dir "menjadors de roca". Molts litòtrofs són extremòfils, però no pas tots.
L'oposat a litòtrof és un organòtrof, un organisme que obté els seus agents reductors del catabolisme de compostos orgànics.

## Bioquímica
Els litòtrofs consumeixen reduïts compostos (rics en electrons).

### Quimiolitòtrofs
Un quimiolitòtrof (anomenat així pel procés de quimiolitotròfia) és capaç d'utilitzar compostos inorgànics reduïts com a font d'energia. Aquest procés s'assoleix mitjançant de l'oxidació i la síntesi ATP. La majoria de quimiolitòtrofs són capaços de fixar el diòxid de carboni (CO₂) mitjançant el cicle de Calvin, una ruta metabòlica en què de carboni entra en forma de CO₂ i surt com a glucosa. Per a alguns substrats, les cèl·lules han de sacrificar a través de grans quantitats de substrat inorgànic per assegurar només una petita quantitat d'energia. Això fa que el seu metabolisme ineficient en molts llocs i els impedeix prosperar. Aquest grup d'organismes inclou oxidants de sofre, bacteris nitrificants, oxidants de ferro, i oxidants d'hidrogen.
El terme "quimiolitòtrofs" es refereix es produeix es produeix una cèl·lula d'energia de l'oxidació de compostos inorgànics, també coneguts com a donants d'electrons. Es creu que aquesta forma de metabolisme que es produeix només en procariotes i es caracteritza en primer lloc pel microbiòleg rus Serguei Vinogradski.

#### Hàbitat dels quimiolitòtrofs
La supervivència d'aquests bacteris procariotes depèn de les condicions fisicoquímiques del seu entorn. Tot i que són sensibles a diversos factors com ara la qualitat del substrat inorgànic, són capaços de prosperar sota algunes de les condicions més inhòspites del món, com ara temperatures per sobre de 110 graus Celsius i per sota del pH 2. La necessitat més important per a un quimiolitòtrof és una font abundant de compostos inorgànics. Aquests compostos són crucials per als quimiolitòtrofs perquè proporcionen un donador d'energia de font/electró adequat del qual els microorganismes poden fixar CO₂ i produir l'energia que necessiten per sobreviure-hi. Donat que la quimiosíntesi pot tenir lloc en absència de llum solar, aquests organismes es troben principalment al voltant dels respiradors hidrotermals i altres llocs rics en substrat inorgànic.
L'energia obtinguda a partir de l'oxidació inorgànica varia depenent del substrat i la reacció. Per exemple, l'oxidació del sulfur d'hidrogen a sofre elemental produeix molta menys energia (50,1 kcal/mol o 210,4 kJ/mol) que l'oxidació de sofre elemental a sulfat (149,8 kcal/mol o 629,2 kJ/mol). El majoria de litòtrofs fixen el diòxid de carboni a través del cicle de Calvin, un procés energèticament costós. Per a alguns substrats, com ara el ferro ferrós, les cèl·lules han de sacrificar a través de grans quantitats de substrat inorgànic per assegurar només una petita quantitat d'energia. Això fa que el seu metabolisme ineficient en molts llocs i els impedeix prosperar.

#### Descripció general del procés metabòlic
Existeix una grandíssima variació en els tipus de substrats inorgànics que aquests microorganismes poden emprar per produir energia. Els quimiolitòtrofs que estan més ben documentats són respiradors aeròbics, és a dir, que utilitzen l'oxigen en el seu procés metabòlic. La llista d'aquests microorganismes que empren la respiració anaeròbia, encara està creixent. Al cor d'aquest procés metabòlic és un sistema de transport d'electrons que és similar a la dels quimioorganòtrofs. La principal diferència entre aquests dos microorganismes és que quimiolitòtrofs proporcionen directament electrons a la cadena de transport d'electrons, mentre que els quimioorganòtrofs han de generar el seu propi poder reductor cel·lular mitjançant l'oxidació de compostos orgànics reduïts. Els quimiolitòtrofs saltar-això mitjançant l'obtenció del seu poder reductor directament des del substrat inorgànic o per la reacció de transport d'electrons inversa.
En quimiolitòtrofs, els compostos -donadors d'electrons- s'oxiden en la cèl·lula, i els electrons es canalitzen a les cadenes respiratòries, en última instància, la producció d'ATP. L'acceptor d'electrons pot ser oxigen (en bacteris aeròbics), però una varietat d'altres acceptors d'electrons, orgànics i inorgànics, també són utilitzats per diverses espècies. Alguns litòtrofs produeixen compostos orgànics a partir de diòxid de carboni en un procés anomenat quimiosíntesi, tant com ho fan les plantes en la fotosíntesi. Les plantes fan servir l'energia de la llum solar per impulsar la fixació de diòxid de carboni, ja que l'aigua i el diòxid de carboni són baixos en energia. Per contra, els compostos d'hidrogen utilitzats en quimiosíntesi són rics en energia, per la quimiosíntesi poden tenir lloc en absència de llum solar (per exemple, al voltant d'una fumarola hidrotermal). Altres litòtrofs són capaços d'utilitzar directament substàncies inorgàniques, per exemple, ferro, sulfur d'hidrogen, sofre elemental, o tiosulfat, per a alguns o la totalitat de les seves necessitats energètiques.
Aquí hi ha alguns exemples de vies quimiolitotròfiques, qualsevol dels quals poden utilitzar oxigen, sofre o altres molècules com a receptors d'electrons:
| Nom                                               | Exemples                                      | Font d'energia i electrons                             | Acceptor d'electrons de la respiració |
| ------------------------------------------------- | --------------------------------------------- | ------------------------------------------------------ | ------------------------------------- |
| Bacteri del ferro                                 | Acidithiobacillus ferrooxidans                | Fe2+ (ferro ferrós) → Fe3+ (ferro fèrric) + e−         | O 2 (oxigen) → H 2O (aigua)           |
| Nitrosifying bacteria                             | Nitrosomonas                                  | NH₃ (amoníac) → NO− 2 (nitrit) + e−                    | O 2 (oxigen) → H 2O (aigua)           |
| Bacteris nitrificants                             | Nitrobacter                                   | NO− 2 (nitrit) → NO− 3 (nitrat) + e−                   | O 2 (oxigen) → H 2O (aigua)           |
| Bacteris porpres del sofre quimiòtrofs            | Halothiobacillaceae                           | S2− (sulfur) → S0 (sofre) + e−                         | O 2 (oxigen) → H 2O (aigua)           |
| Bacteris oxidants del sofre                       | Quimiòtrofs Rhodobacteraceae i Thiotrichaceae | S0 (sulfur) → SO2− 4 (sulfat) + e−                     | O 2 (oxigen) → H 2O (aigua)           |
| Bacteris de l'hidrogen aeròbic                    | Cupriavidus metallidurans                     | H₂ (hidrogen) → H₂O (aigua) + e−                       | O 2 (oxigen) → H 2O (aigua)           |
| Bacteris anammox                                  | Planctomycetes                                | NH₃ (amoníac) → N 2 (nitrogen) + e−                    | NO− 2 (nitrit)                        |
| Thiobacillus denitrificans                        | Thiobacillus denitrificans                    | S0 (sulfur) → SO2− 4 (sulfat) + e−                     | NO− 3 (nitrat)                        |
| Bacteris sulfat-reductors: Bacteris de l'hidrogen | Desulfovibrio paquesii                        | H₂ (hidrogen) → H₂O (aigua) + e−                       | Sulfat (SO2− 4)                       |
| Bacteris sulfat-reductors: Bacteris de fosfit     | Desulfotignum phosphitoxidans                 | PO3− 3 (fosfit) → PO3− 4 (fosfat) + e−                 | Sulfat (SO2− 4)                       |
| Metanogen                                         | Archaea                                       | H₂ (hidrogen) → H₂O (aigua) + e−                       | CO₂ (diòxid de carboni)               |
| Bacteris carboxidotròfics                         | Carboxydothermus hydrogenoformans             | monòxid de carboni (CO) → diòxid de carboni (CO₂) + e− | H 2O (aigua) → H 2 (hidrogen)         |

### Fotolitòtrofs
Els fotolitòtrofs obtenen energia de la llum i, per tant, fan servir donadors d'electrons inorgànics només per alimentar reaccions biosintètiques (per exemple, fixació de diòxid de carboni en litoautòtrofs).

### Litoheteròtrofs contra litoautòtrofs
Per descomptat, els bacteris litòtrofs no poden utilitzar la seva font d'energia inorgànica com a font de carboni per a la síntesi de les seves cèl·lules. Trien una de les tres opcions:
- Els litoheteròtrofs no tenen la possibilitat de fixar el diòxid de carboni i cal consumir compostos orgànics addicionals per tal de separar-los i fer servir el seu carboni. Només uns pocs bacteris són totalment heterolitòtrof.
- Els litoautòtrofs són capaços d'utilitzar el diòxid de carboni de l'aire com a font de carboni, de la mateixa manera ho fan les plantes.
- Els mixòtrofs assumiran i empraran material orgànic per complementar la seva font de fixació del diòxid de carboni (barreja entre autotròfia i heterotròfia). Molts litòtrofs es reconeixen com a mixotròfic respecte del seu metabolisme C.

### Quimiolitòtrofs contra fotolitòtrofs
A banda d'aquesta divisió, els litòtrofs difereixen en la font d'energia inicial que inicia la producció d'ATP:
- Els quimiolitòtrofs utilitzen els compostos inorgànics abans esmentats per a la respiració aeròbica o anaeròbica. L'energia produïda per l'oxidació d'aquests compostos és suficient per a la producció d'ATP. Alguns dels electrons procedents dels donants inorgànics també necessita ser canalitzat en la biosíntesi. Sobretot, l'energia addicional ha de ser invertit per transformar aquests equivalents reductors a les formes i potencials redox necessaris (majoritàriament de NADH o NADPH), que es produeix per reaccions de transferència d'electrons inversa.

- Els fotolitòtrofs utilitzen la llum com a font d'energia. Aquests bacteris són fotosintètics; els bacteris fotolitotròfics es troben en els bacteris (per exemple, Chromatiaceae), bacteris verds (Chlorobiaceae i Chloroflexi) i cianobacteris. Els bacteris porpres i verds oxiden sulfur, sofre, sulfit, ferro o hidrogen. L'extracte de cianobacteris equivalents reductors d'aigua, és a dir, que oxiden l'aigua a l'oxigen. Els electrons obtinguts dels donants d'electrons no s'utilitzen per a la producció d'ATP (sempre que no hi ha llum); que s'utilitzen en reaccions biosintètiques. Alguns fotolitòtrofs es desplacen cap al metabolisme quimiolitotròfic en la foscor.

## Importància geològica
Els litòtrofs participen en molts processos biològics, com ara l'erosió de material parental (roca mare) per formar el sòl, així com els cicles biogeoquímics de sofre, nitrogen, i altres elements. Poden estar presents en el subsòl terrestre profund (que s'han trobat més de 3 km per sota de la superfície del planeta), en els sòls i en les comunitats endolítiques. Són els responsables de l'alliberament de molts nutrients essencials, i participa en la formació del sòl. Els litòtrofs tenen un paper fonamental en el manteniment de la vida a la Terra.
Les agrupacions microbianes litotròfiques són responsables pel fenomen conegut com a drenatge àcid de mines, de manera que les pirites riques en energia i altres compostos reduïts de sofre presents en munts de deixies de les mines i en les parets rocoses exposades es metabolitzen per formar sulfats, formant d'aquesta manera l'àcid sulfúric potencialment tòxic. El drenatge àcid de mines altera de forma dràstica l'acidesa i de les aigües subterrànies i els corrents, i pot posar en perill a les poblacions de plantes i animals. Activitats similars a drenatge àcid de mines, però en una escala molt menor, també es troben en condicions naturals, com ara els fons rocosos de les glaceres, en el sòl i talussos, en els monuments de pedra i edificis i en el subsòl profund.

## Astrobiologia
S'ha suggerit que els biominerals podrien ser indicadors importants de la vida extraterrestre i, per tant, podria tenir un paper important en la recerca de vida passada o present al planeta Mart. A més, es creu que els components orgànics (biosignatures) que sovint s'associen amb biominerals a tenir un paper crucial en les dues reaccions prebiòtics i biòtics.
El 24 de gener de 2014, la NASA va informar que els estudis actuals dels rovers Curiosity i Opportunity a Mart ara estan cercant evidència de vida antiga, inclòs una biosfera basada en microorganismes autotròfics, quimiotròfics i / o quimiolitoautotròfics, així com l'aigua antiga, inclosos ambients fluviolacustres (planures relacionades amb antics rius o llacs) que poden haver estat habitables. La recerca d'evidència d'habitabilitat, tafonomia (relacionat amb els fòssils) i el carboni orgànic en el planeta Mart és ara un objectiu principal de la NASA.